# Gymnothorax formosus
Gymnothorax formosus är en fiskart som beskrevs av Bleeker, 1864. Gymnothorax formosus ingår i släktet Gymnothorax och familjen Muraenidae. Inga underarter finns listade i Catalogue of Life.